# Moore (Teksas)
Moore – jednostka osadnicza w Stanach Zjednoczonych, w stanie Teksas, w hrabstwie Frio.